# João Paulo Pereira da Silva
João Paulo Pereira da Silva, noto semplicemente come João Paulo (Picos, 10 ottobre 1995), è un calciatore brasiliano, centrocampista dell'Oeirense.

## Caratteristiche tecniche
È un esterno sinistro.

## Carriera
Cresciuto nel settore giovanile del Náutico, ha esordito fra i professionisti il 24 gennaio 2013 in occasione del match del Campionato Pernambucano pareggiato 2-2 contro il Decisão.